# 羽鳥氏帶紋赤蛇
羽鸟氏带纹赤蛇（学名：Sinomicrurus hatori）也称梭德氏帶紋赤蛇、羽鸟氏华珊瑚蛇、梭德氏華珊瑚蛇、臺灣麗紋蛇、帶紋赤蛇、台灣麗紋蛇，一种分布于台湾的陆生毒蛇，隶属于眼镜蛇科带纹赤蛇属（华珊瑚蛇属）。本种由日本学者高橋精于1930年描述发表，种加词取自其同伴羽鳥重郎的姓氏。2021年，研究人员结合分子遗传变异、形态测量和比较解剖学资料进行分析，认为本种实际是梭德氏华珊瑚蛇（S. sauteri）的次定同物异名。

## 形态特征
羽鸟氏带纹赤蛇全长可达98厘米。头部大致呈长方形至方形，头背部呈深棕黑色，前端有一淡棕色斑点，眼后部有一乳白色宽带，上唇或为白色、或为黑色，或为黑白相间。身体背部为深棕色或暗红色，从颈部至尾端有3条明显的黑色纵纹，中间背部的条纹较两侧的条纹窄。头部和身体腹面为白色至灰白色。